# Інокентій XIII
Іноке́нтій XIII (лат. Innocentius PP. XIII, П'єтро Мікеланджело дей Конті, італ. Pietro Michelangelo dei Conti; 13 травня 1655 — 7 березня 1724) — 244-ий папа римський, понтифікат якого тривав  з 8 травня 1721 по 7 березня 1724 року.

## Життя
Мікеланджело дей Конті походив зі знаменитого роду, який у XIII столітті дав церкві папу Інокентія III. Мікеланджело народився 13 травня 1655 року в Полі. Вчився в Анконі та Папському університеті в Римі. Виконував різні функції в апостольській нунціатурі в Люцерні та Лісабоні. 17 травня 1706 року папа Климент XI назначає його кардиналом. 1709 році стає єпископом Озімо а з 1712 по 1719 єпископ у Вітербо.

## Понтифікат
8 травня 1721 року обраний конклавом одноголосно папою. У момент обрання його папою він був уже тяжко хворий. Був противником єзуїтів, вимагав від них бездискусійного дотримання папських декретів. Помер після трьох років понтифікату.